# 港北區 (日本)
港北區（日语：／ Kōhoku ku */?）是日本神奈川縣橫濱市的18個行政區之一，1939年4月從神奈川區分割設立。港北區位於橫濱市東北部。人口約36.3萬，是橫濱市的行政區中最多，在政令指定都市屬下的行政區中排名第二，僅次於靜岡縣濱松市中央區。

## 地理
東急東橫線沿線大多為住宅區，商業發展也十分發達。橫濱線、橫濱市營地下鐵沿線正在進行城市再開發，公寓大樓林立。此外，隨著新橫濱站週邊發展，2008年3月26日，車站大樓「CUBIC PLAZA新橫濱」開業。同年3月15日，新幹線希望号、光號列車開始停靠此站。
以東急東橫線沿線為中心的區內東部，是低層獨棟為主的住宅區；以橫濱市營地下鐵沿線為中心的西部地區，主要以公寓大樓為中心的新興住宅區。港北區內綠地遍布，是橫濱市中頗受歡迎的居住地區。

### 河川・湖沼
- 河川：鶴見川、鳥山川、早渕川
- 湖沼：菊名池、篠原池

## 經濟

### 在港北區設置總部的企業
- 安滿能
- 阿爾卑斯物流
- 小野測器
- Macnica
- 光榮特庫摩
- PC DEPOT
- 可開嘉來（Cocokarafine）
- 亞克系統
- Unipres
- 卡赫

### 金融機關
港北區擁有以下各金融機關的分行、辦事處。
- 都市銀行
  - 瑞穗銀行、三菱UFJ銀行、三井住友銀行、里索那銀行
- 地方銀行
  - 橫濱銀行、靜岡銀行、駿河銀行、阿波銀行
- 信用金庫
  - 橫濱信用金庫、芝信用金庫、川崎信用金庫、城南信用金庫、さわやか信用金庫

## 教育

### 大学
- 慶應義塾大学（日吉・矢上校區）

### 高等学校
公立
- 神奈川縣立岸根高等学校
- 神奈川縣立港北高等学校
- 神奈川縣立新羽高等学校

私立
- 慶應義塾高等学校
- 清心女子高等学校
- 英理女子学院高等学校
- 日本大学高等学校
- 武相高等学校

### 中学校
公立
- 橫濱市立大綱中学校
- 橫濱市立篠原中学校
- 橫濱市立城鄉中学校
- 橫濱市立高田中学校
- 橫濱市立樽町中学校
- 橫濱市立新田中学校
- 橫濱市立新羽中学校
- 橫濱市立日吉台中学校
- 橫濱市立日吉台西中学校

私立
- 慶應義塾普通部
- 日本大学中学校
- 武相中学校

### 小学校
- 橫濱市立大曾根小学校
- 橫濱市立大綱小学校
- 橫濱市立北綱島小学校
- 橫濱市立菊名小学校
- 橫濱市立港北小学校
- 橫濱市立小机小学校
- 橫濱市立駒林小学校
- 橫濱市立篠原小学校
- 橫濱市立篠原西小学校
- 橫濱市立下田小学校
- 橫濱市立城鄉小学校
- 橫濱市立新吉田小学校
- 橫濱市立新吉田第二小学校
- 橫濱市立高田小学校
- 橫濱市立高田東小学校
- 橫濱市立綱島小学校
- 橫濱市立綱島東小学校
- 橫濱市立新田小学校
- 橫濱市立新羽小学校
- 橫濱市立日吉台小学校
- 橫濱市立日吉南小学校
- 橫濱市立太尾小学校
- 横浜市立大豆戶小学校
- 橫濱市立師岡小学校
- 橫濱市立矢上小学校
- 橫濱市立箕輪小学校

### 特別支援学校
- 橫濱市立北綱島特別支援学校

## 公共設施
- 日產體育場（橫濱國際綜合競技場）
- 港北運動中心

## 交通

### 鐵路
區內除新幹線以外有4間公司運行鐵路。直達都心的東急使用率較高。
東海旅客鐵道
- 東海道新幹線：新橫濱站

東日本旅客鐵道
- 橫濱線：菊名站 - 新橫濱站 - 小站

橫濱市交通局（橫濱市營地下鐵）
- 藍線：岸根公園站 - 新橫濱站 - 北新橫濱站 - 新羽站
- 綠線：日吉站 - 日吉本町站 - 高田站

東急電鐵
- 東橫線：日吉站 - 綱島站 - 大倉山站 - 菊名站 - 妙蓮寺站
- 目黑線：日吉站
- 新橫濱線：新橫濱站 - 新綱島站 - 日吉站

相模鐵道
- 新橫濱線：新橫濱站

### 道路
高速公路
- 第三京濱道路（国道466号）- 都筑交流道
- 首都高速道路神奈川7号橫濱北線 - 新橫濱出入口 - 馬場出入口

一般國道
- 国道466号（第三京濱道路）

主要縣道
- 東京都道・神奈川縣道2号東京丸子橫濱線（綱島街道）
- 神奈川縣道12号橫濱上麻生線
- 神奈川縣道13号橫濱生田線
- 神奈川縣道14号鶴見溝之口線

## 名所・觀光景點・祭典

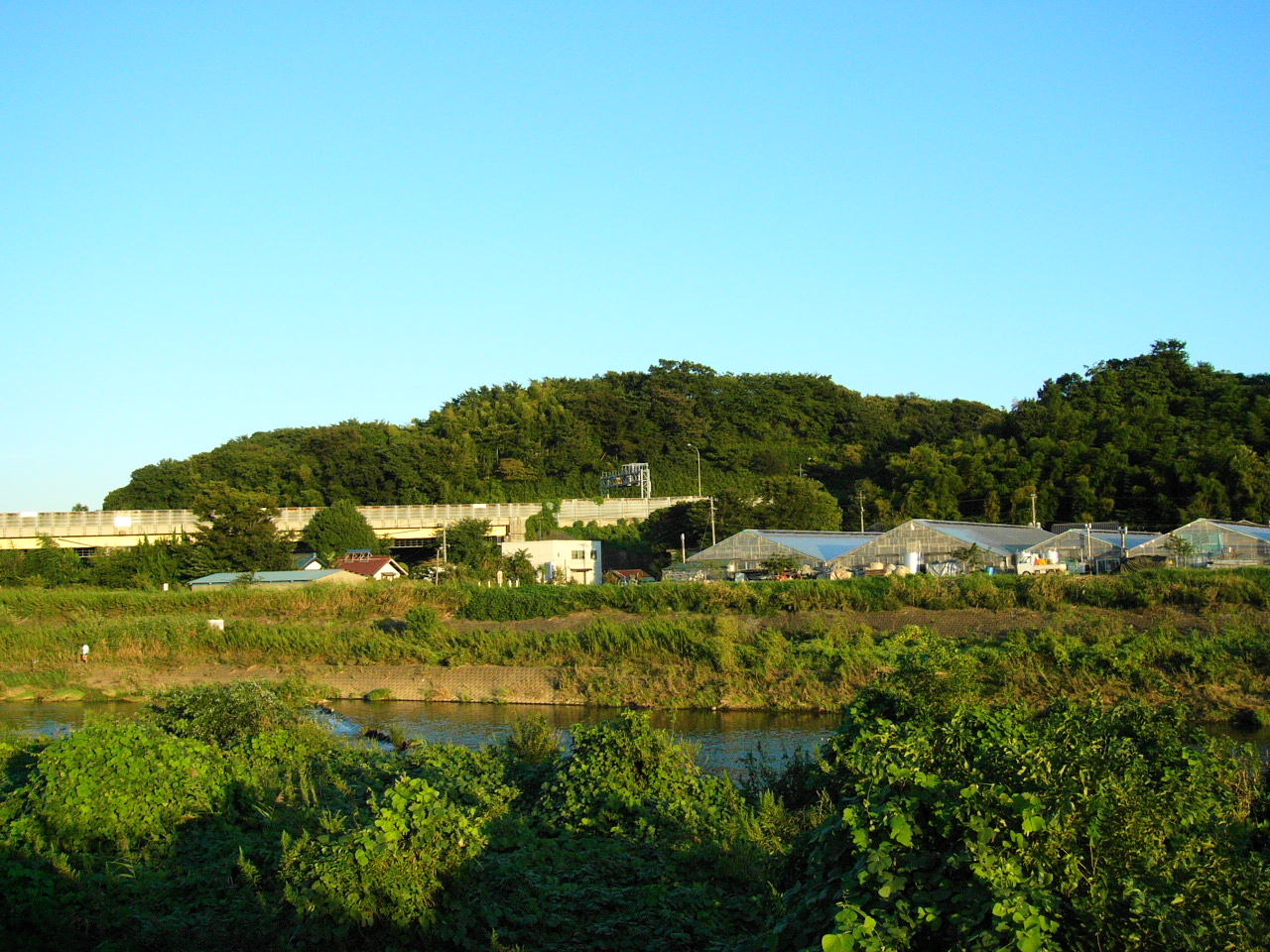
小机城趾市民之森

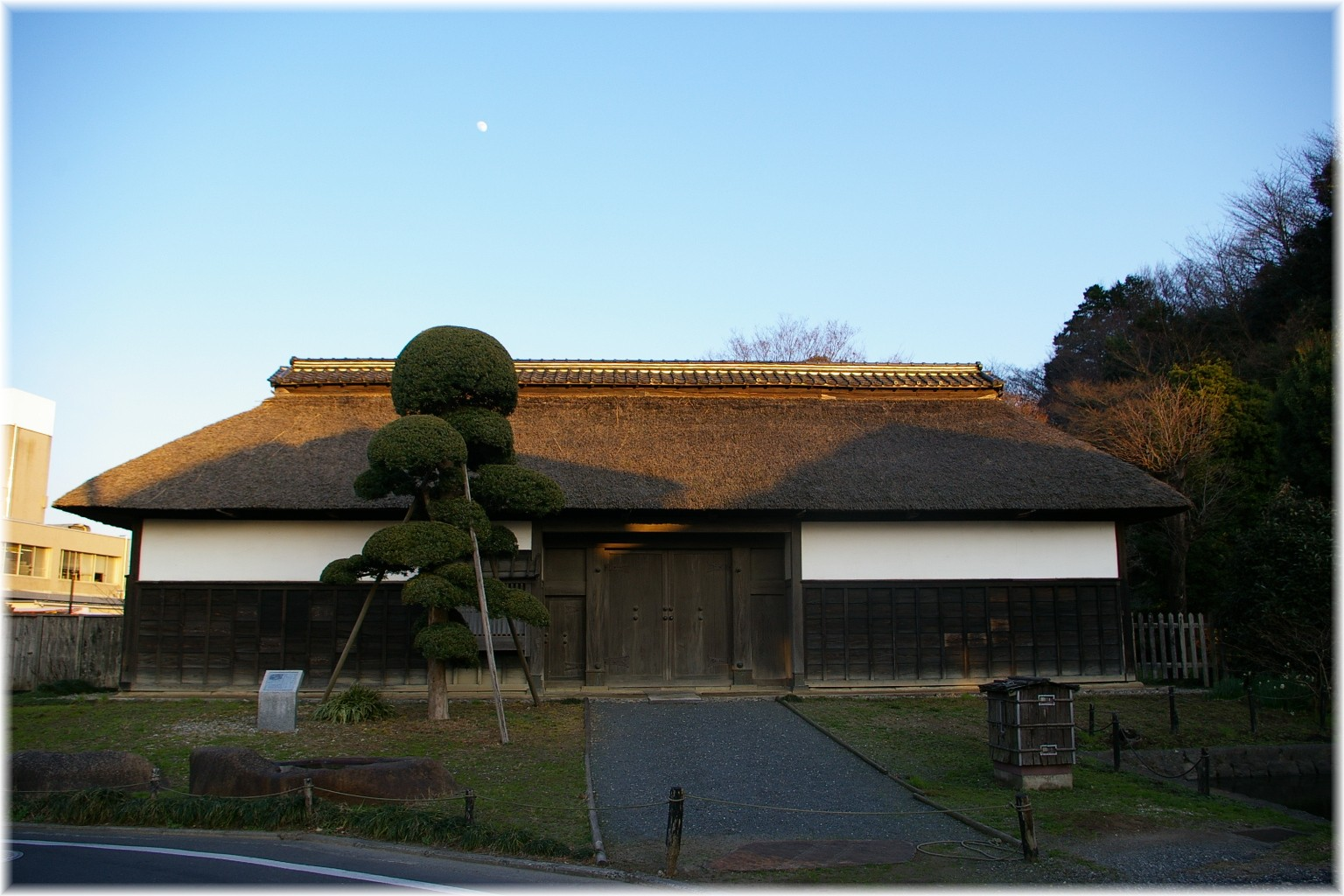
飯田家住宅

名所
- 大倉山紀念館
- 飯田家住宅

觀光景點
- 新橫濱拉麵博物館
- 綱島溫泉
- 橫濱體育館
- 岸根公園
- 新橫濱公園
- 綱島公園
- 大倉山公園（梅林）

神社佛閣
- 港北七福神
- 諏訪神社
- 長福寺
- 師岡熊野神社
- 日蓮宗妙蓮寺
- 法隆寺（日蓮宗）
- 金藏寺（天台宗特別寺）
- 興禪寺（天台宗特別寺）
- 雲松院（曹洞宗）
- 三會寺（高野山真言宗）
- 泉谷寺（淨土真宗）
- 西方寺（真言宗）

## 知名出身人物
- 武藏山武（前大相撲力士，第33代橫綱）
- 內野聖陽（演員）
- 飯島直子（女演員）
- 岡野雅行（前足球選手）
- 北村照文（前職棒選手）
- 黑木優太（職棒選手）
- 五大路子（女演員）
- 彩木美來（前藝人）
- Salyu（歌手）
- 谷原章介（演員）
- 常盤貴子（女演員）
- 外池大亮（前足球選手）
- 富澤清太郎（足球選手）
- 中森友香（女演員）
- 原拓也（前職棒選手）
- 府川亮（藝人）
- 村岡四郎（京阪電氣鐵道前社長）
- 室剛（藝人）
- 東根作壽英（演員）

## 外部鏈結
- 港北區公所官方網站 （页面存档备份，存于） （日語）
- OpenStreetMap上有關港北區 (日本)的地理